# Station Hamburg Reeperbahn
Station Hamburg Reeperbahn (Haltepunkt Hamburg Reeperbahn, kort Reeperbahn) is een spoorwegstation in het stadsdeel St. Pauli van de Duitse plaats Hamburg, in de gelijknamige stadstaat. Het station is onderdeel van de S-Bahn.
Het station is geopend op 29 april 1979. De S-Bahnlijn tussen Landungsbrücken en de Reeperbahn is een geboorde tunnel, omdat deze voornamelijk onder bewoond gebied loopt. Het station zelf ligt direct onder de Reeperbahn en zou eigenlijk Nobistor heetten.
Architectonisch is het station van binnen bijzonder afgewerkt, zo wordt er gespeeld met de kleuren rood en blauw. De tegels in het perron aan de westzijde zijn rood, aan de oostzijde zijn de blauw. In het midden gaan de kleuren langzaam in elkaar over. Dit is zelfs doorgevoerd in de stationshallen, waarbij de westelijke hal rood is met enkele blauwe tegels en de oostelijke hal blauw met enkele rode tegels.
De dakpanelen zijn op grond van de brandveiligheid verwijderd (bij meerdere stations gebeurd), tevens is er in de trappenhuizen ruimtes gemaakt om eventuele rook snel te kunnen afvoeren.

## Verbindingen
De volgende S-Bahnlijnen doen station Reeperbahn aan:
| Serie | Treinsoort        | Route | Bijzonderheden |
| ----- | ----------------- | --- | -------------- |
|       | S-Bahn (DB Regio) | Hamburg Airport – /Poppenbüttel – Ohlsdorf – Barmbek – Berliner Tor – Hauptbahnhof – Reeperbahn – Altona – Blankenese – Wedel |                |
|       | S-Bahn (DB Regio) | Pinneberg – Elbgaustraße – Eidelstedt – Altona – Reeperbahn – Hauptbahnhof – Harburg – Harburg Rathaus – Neugraben            |                |